# روبرت ساتشر
روبرت ساتشر (بالإنجليزية: Robert Satcher) (و. 1965 – م) هو مهندس كيميائي ورائد فضاء، وطبيب من الولايات المتحدة الأمريكية . ولد في هامبتون .

## ريادة الفضاء
شارك في المهمات الفضائية:
- STS-129.

## التعليم
تعلم في مدرسة طب هارفرد، ومعهد ماساتشوست للتكنولوجيا

## معرض صور

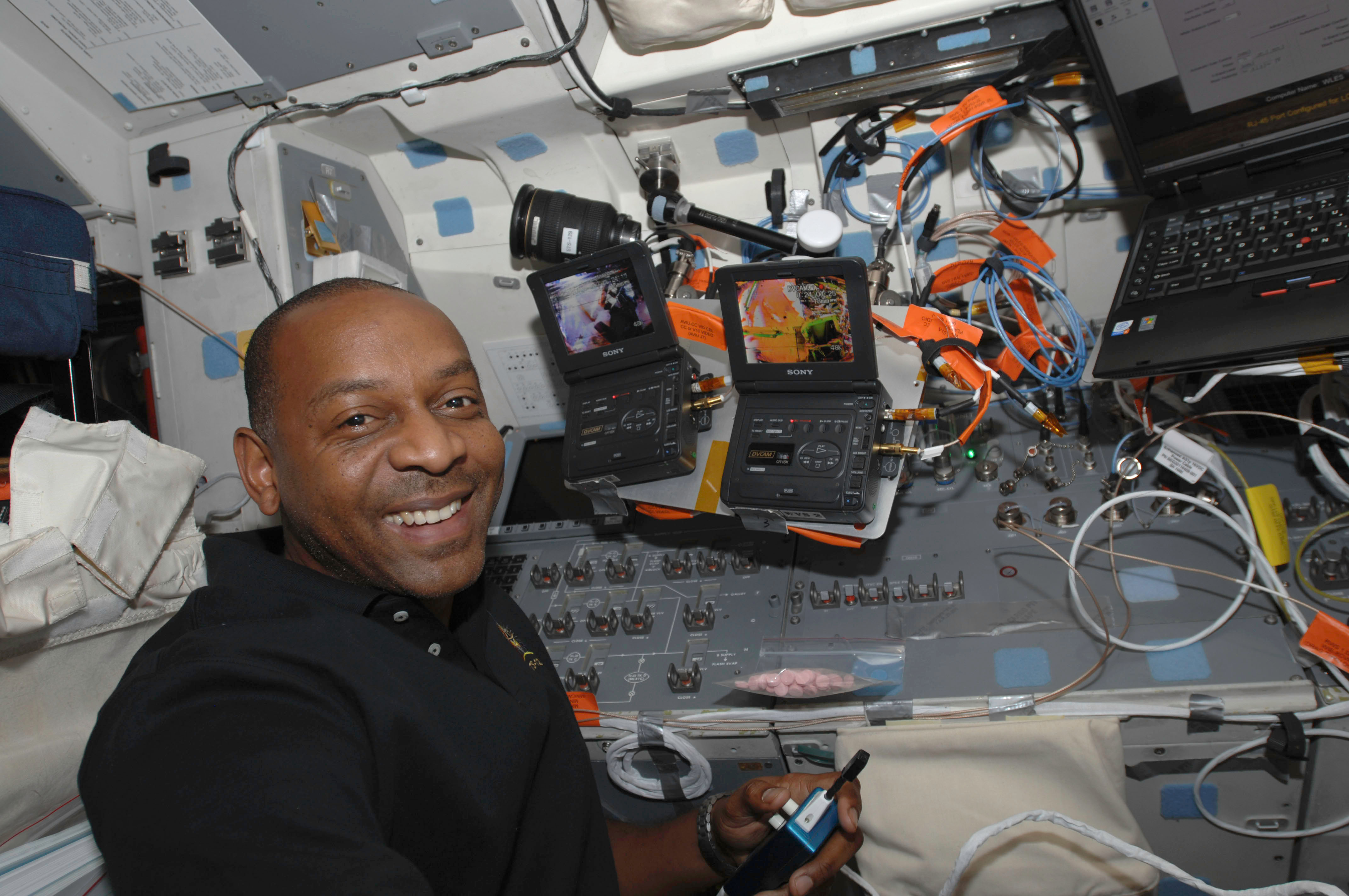
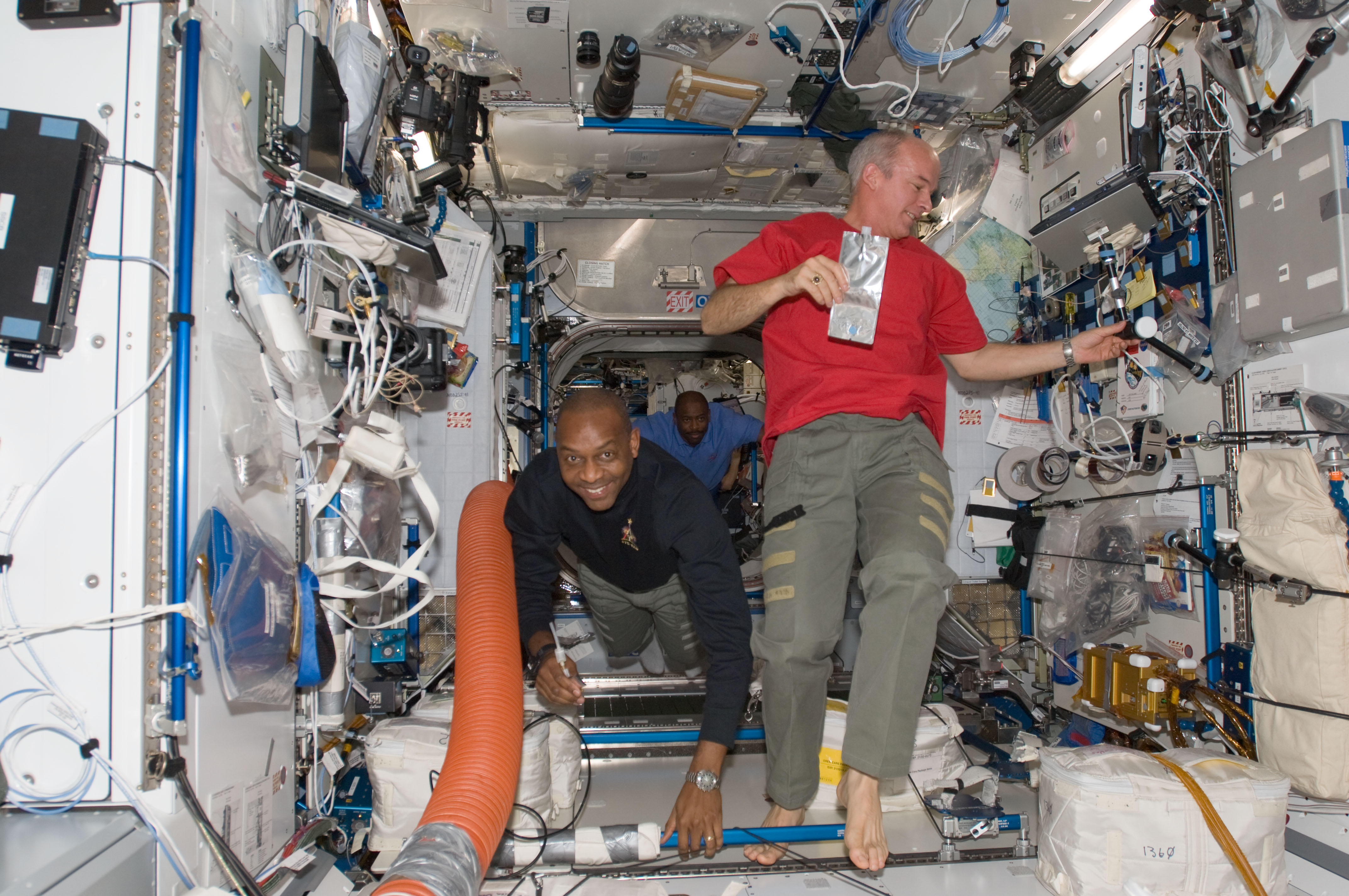
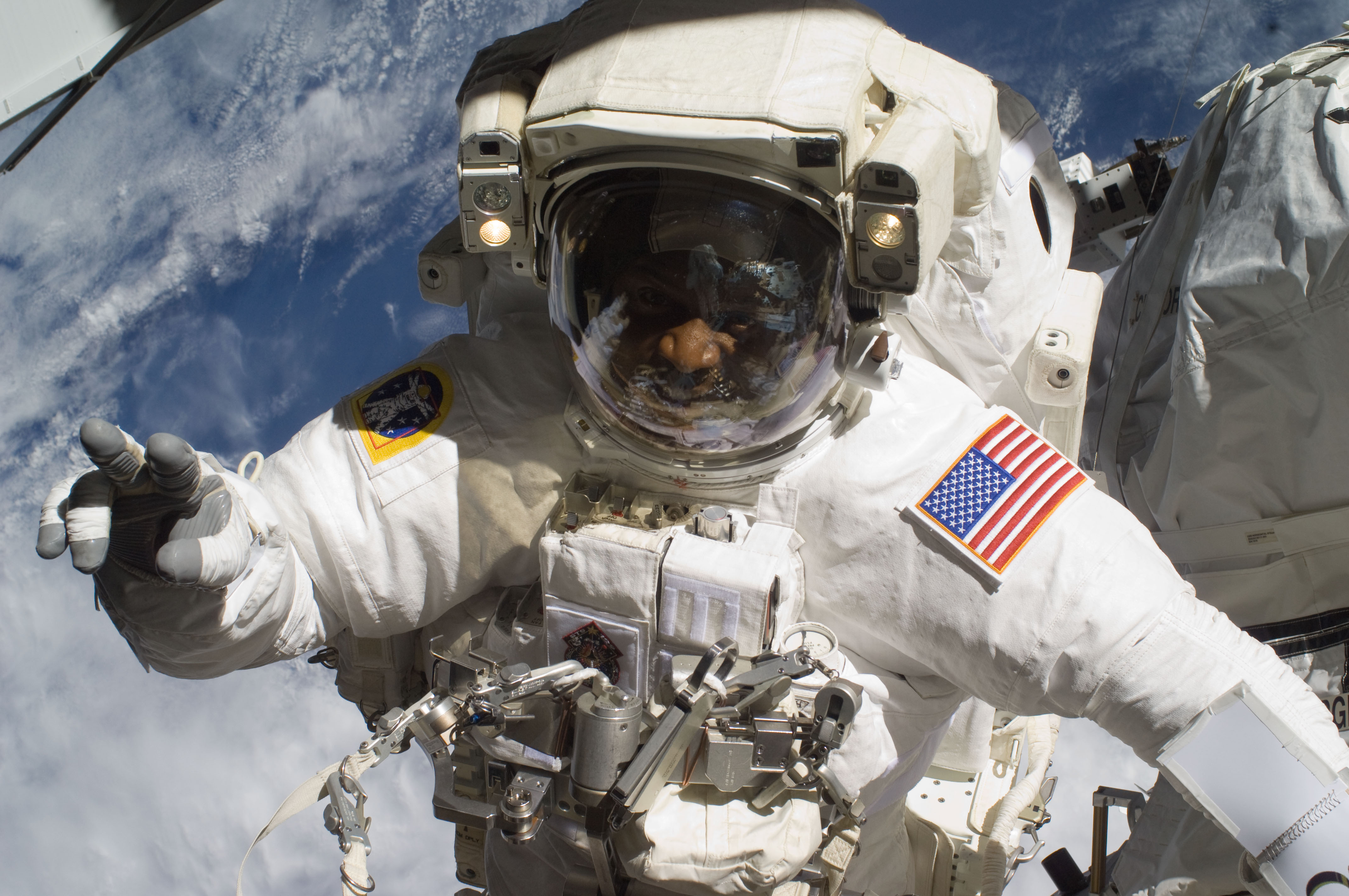